# Eragrostis peruviana
Eragrostis peruviana là một loài thực vật có hoa trong họ Hòa thảo. Loài này được (Jacq.) Trin. mô tả khoa học đầu tiên năm 1830.